# Helicophyllum torquatum
Helicophyllum torquatum är en bladmossart som beskrevs av Bridel 1827. Helicophyllum torquatum ingår i släktet Helicophyllum och familjen Helicophyllaceae. Inga underarter finns listade i Catalogue of Life.